# Titinius (Dichter)
Titinius (auch Titinnius) war ein römischer Komödiendichter republikanischer Zeit. Von seinen Werken sind 15 Titel und etwa 125 Fragmente erhalten.
Seine Lebensdaten sind unbekannt, werden jedoch aus seinem Werk und dessen Stellung erschlossen. Im Allgemeinen wird er als Zeitgenosse des Plautus, dem er sprachlich nahesteht, eingestuft und hätte demnach im späten 3. und frühen 2. Jahrhundert v. Chr. gewirkt. In seinem Stück Barbatus wird eine auf den weiblichen Luxus bezogene Stelle mit der Aufhebung der lex Oppia im Jahr 195 v. Chr. in Verbindung gebracht. Die 215 v. Chr. nach der Niederlage von Cannae erlassene lex Oppia hatte Frauen das ostentative Zurschaustellen von Luxus und Wohlstand verboten.
Zudem möchte man aus einem bei Charisius überlieferten Zitat aus der Schrift De lingua Latina von Marcus Terentius Varro schließen, dass Titinius vor Terenz gelebt habe. Zumindest nannte Varro der Quelle zufolge Titinius vor Terenz und dem 77 v. Chr. gestorbenen Titus Quinctius Atta als Dichter, die die Charaktere ihrer Figuren besonders sorgfältig ausgearbeitet hätten.
Titinius war einer der drei namentlich bekannten Vertreter, wenn nicht der Begründer der römisch-republikanischen Nationalkomödie, der Togata. In ihr wurden Themen und Handlungen der griechischen Komödie auf die Italische Halbinsel verlegt und ihre Darsteller mit der römischen Toga ausgestattet. Neben Titinius und Atta war Lucius Afranius Hauptvertreter dieser Gattung.
Frauen waren, nach den Werktiteln zu urteilen, meist Handlungszentrum in den Stücken des Titinius, die in der Regel rein römische Themen abarbeiteten. Außerdem spielten von seinen fünfzehn namentlich bekannten Togaten mindestens drei auf dem Lande und somit in der kulturellen Provinz, was im zunehmend unter griechischem Einfluss und Sitten stehenden Italien der römischen Republik einen besonders komischen Aspekt der Stücke einzuführen ermöglichte.
Möglicherweise rezipierte Nonius Marcellus im 3. oder 4. Jahrhundert direkt die Stücke des Titinius, und laut einem Scholion bezog sich Horaz in einem Brief auf ihn.
An Titeln überliefert sind: Barbatus, Caecus, Fullonia (oder Fullones), Gemina, Hortensius, Insubra, Iurisperita, Privigna, Prilia, Psaltria oder Ferentinatis, Quintus, Setina, Tibicina, Varus, Veliterna.